# بهنة بر (حومة بيجار)
بهنة بر (بالفارسية: پهنه بر) هي قرية تقع في إيران في حومة. يقدر عدد سكانها بـ 22 نسمة بحسب إحصاء 2016.